# Sage-homme
Cet article concerne la comédie dramatique. Pour le métier, voir sage-femme.
Pour plus de détails, voir Fiche technique et Distribution.
Sage-homme est une comédie dramatique française réalisée par Jennifer Devoldère, sortie en 2023.

## Synopsis
Léopold, qui a raté le concours d'entrée en médecine, opte pour des études au sein d'une école de sages-femmes, sans en avoir informé ses proches. Lors de sa formation qu'il entame sans trop de motivation, il rencontre Nathalie, une sage-femme expérimentée et passionnée par son métier qui va lui donner une autre vision de cet univers. Cela va bouleverser ses certitudes.

## Fiche technique
Sauf indication contraire, les informations mentionnées dans cette section peuvent être confirmées par les bases de données cinématographiques IMDb et Allociné,  présentes dans la section « Liens externes ».
- Titre original : Sage-homme
- Réalisation : Jennifer Devoldère
- Scénario : Jennifer Devoldère et Cécile Sellam
- Musique : Dim Sum
- Décors : Jean-Marc Tran Tan Ba
- Costumes : Emmanuelle Youchnovski
- Photographie : Jean-François Hensgens
- Montage : Virginie Bruant
- Son : Ivan Dumas
- Production : Antoine Gandaubert, Fabrice Goldstein et Antoine Rein
- Sociétés de production : Karé Productions, France 2 Cinéma et Marvelous Productions
- Sociétés de distribution : Warner Bros.
- Budget : 4 600 000 €
- Pays de production :  France| Médias externes |                                                                |
| Images          |                                                                |
|                 | Affiche du film sur le site Allociné                           |
| Vidéos          |                                                                |
|                 | Bande-annonce du film sur le compte youtube de Warner Bros. Fr |
- Langue originale : français
- Format : couleur — 2,35:1
- Genre : comédie dramatique
- Durée : 105 minutes
- Dates de sortie :
  - France : 15 mars 2023

## Distribution
Sauf indication contraire ou complémentaire, les informations mentionnées dans cette section proviennent du générique de fin de l'œuvre audiovisuelle présentée ici.
- Melvin Boomer : Léopold Beyé
- Karin Viard : Nathalie
- Tracy Gotoas : Fatou
- Steve Tientcheu : Jof Beyé, père de Léopold
- Bruce Dombolo (en) : Prince
- Nadia Roz : Nejma, la femme de Prince
- Théodore Levisse : Yacine
- Sophie Harter : Dr Yardena Friedman
- Claire Dumas : Muriel, la cheffe de service
- Hélène Lefort : la cadre qui préside la commission
- Aurélie Palovitch : Carolina Jones
- Tony Fomblard : le mari de Carolina Jones
- Haydar Sahib : un homme qui assiste sa femme avant l'accouchement
- Ludovic Jacquemer : l'agent d'entretien du CHU qui assiste sa femme avant l'accouchement

## Accueil

### Accueil critique
En France, le site Allociné donne la note de 3,6⁄5, après avoir recensé 24 critiques de presse.
Pour Caroline Vié (20 Minutes), « cette comédie subtile fait découvrir un monde méconnu par les yeux de personnages attachants que la réalisatrice fait évoluer de façon naturelle entre milieu professionnel et personnel. ».
Pour Le Journal du dimanche, Stéphane Joly parle d'une « jolie comédie familiale (sur un métier méconnu et pas toujours valorisé) [qui] trouve le bon équilibre entre pédagogie, humour et émotion. ».
Laurent Cambon, pour le site aVoir-aLire, introduit son article ainsi : « Si la fonction du cinéma est de faire du bien, la pari du film de Jennifer Devoldère est largement atteint. ». Le long-métrage « évite tous les poncifs démagogiques », notamment sur les jeunes issus des minorités. Pour le critique, il s'agit avant tout d'un film sur la jeunesse qui cherche sa place dans la société. Le duo qui porte le film est salué par le critique, avec une Karine Viard jouant une femme « honnête, sensible, intègre » et un Melvin Boomer sensible.
Pour Olivier Rossignot (Culturopoing.com), « l’air de rien, dans les multiples apprentissages de son jeune héros, Sage-Homme évoque avec humour et acuité le rapport de l’homme à la féminité, qu'il s'agisse d'évaluer l’ouverture du col utérin ou d'apprendre sur mannequin à caresser sa future petite copine pour devenir un bel amant. ».
Pour L'Obs, il s'agit là d'une « comédie aigre-douce qui ne ment jamais sur ses intentions et reste totalement sincère, tant envers son sujet qu’envers le public. ».
Pour Christophe Caron (La Voix du Nord), si le film « n’évite pas les passages obligés (la blouse rose, les tâches ingrates…) », la réalisatrice parvient à filmer les problématiques majeurs du métier et à mettre en évidence la mission et ses difficultés des femmes, et des hommes, « qui porte la vie, à bout de bras ».
Pour Thierry Chèze (Première), le long-métrage fait le « portrait du quotidien de l’hôpital riche en absurdités où l’administratif prime sur le médical. Autant de choses certes connues mais qu’il n’est jamais vain de rappeler surtout quand ces scènes sont incarnées par un comédien aussi juste et charismatique que Melvin Boomer (Le Monde de demain). ».

### Box-office
Pour son premier jour d'exploitation en France, Sage-homme a réalisé 31 685 entrées, dont 12 588 en avant-première, pour un total de 1 524 séances proposées. En comptant pour ce premier jour les avant-premières, le film se positionne en seconde place du box-office des nouveautés pour sa journée de démarrage, derrière La Chambre des merveilles (41 356) et devant 65 : La Terre d'Avant (19 320).
Au bout d’une première semaine d’exploitation dans les salles françaises, le long-métrage totalise 279 606 entrées, pour une sixième place au box-office, derrière La Chambre des merveilles (298 308) et devant Les Petites Victoires (212 870).
| Pays ou région | Box-office      | Date d'arrêt du box-office | Nombre de semaines |
| -------------- | --------------- | -------------------------- | ------------------ |
| France         | 614 176 entrées | 9 mai 2023                 | 8                  |
| Total mondial  | 4 613 332 $     | -                          | -                  |